# Best & Live New Release
《Best & Live New Release》는 대한민국의 가수 백지영의 첫 번째 라이브 음반이다. 미공개 신곡과, 2001년 10월 진행되었던 백지영의 전국 투어를 녹음해서 발매한 음반이다.